# Fonogesty
Fonogesty (ang. Cued Speech) – metoda komunikacji z ludźmi niedosłyszącymi i niesłyszącymi. Polega na wykonywaniu gestów umownych jedną ręką i jednoczesnym głośnym mówieniu. Osoba z wadą słuchu uczy się w ten sposób odczytywania wypowiedzi z ust. 
Cued Speech opracowany został przez profesora Roberta Orin Cornetta z Uniwersytetu Gallaudeta w Waszyngtonie. Autorką polskiej wersji metody jest prof. Kazimiera Krakowiak.